# Lácar
Lácar is een departement in de Argentijnse provincie Neuquén. Het departement (Spaans:  departamento) heeft een oppervlakte van 4.930 km² en telt 24.670 inwoners.

## Plaatsen in departement Lácar
- Caleufu
- Chimehuin
- Lago Hermoso
- Lolog
- Paso de Los Indios
- Puerto Hua Hum
- Quila Quina
- San Martín de los Andes
- Vega Maipú